# Julie Mehretuová
Julie Mehretuová (* 28. listopadu 1970 Addis Abeba, Etiopie) je americko-etiopská malířka a grafička, známá svými vrstevnatými velkoformátovými malbami. Hlavním inspiračním zdrojem Mehretuové je architektura a moderní město se zrychleným tempem života, hustě obydlenými ulicemi a dynamickými místy, jako jsou letiště nebo nádraží. Na jejích plátnech se protínají a vrství náčrtky architektonických prvků, jako jsou sloupy, fasády, portiky, stavební plány a mapy měst. Její práce se zabývá sociopolitickou historií konkrétních míst, zkoumá naše společné spojení s místem a identitou prostřednictvím abstrahovaných krajin plných složitosti. Rozdílné tloušťky linií, vrstvy barev a druhy výtvarných stop vyjadřují různé aspekty prostředí, které Mehretuová zobrazuje v abstraktní formě.
V roce 2020 ji časopis Time zařadil mezi sto nejvlivnějších osobností světa.

## Život
Narodila se v Addis Abebě jako nejstarší dítě etiopského univerzitního profesora a americké učitelky. Když jí bylo sedm let, rodina se přestěhovala Spojených států, aby unikla politickým nepokojům v Etiopii a teroru vojenské junty Derg. Usadili se v East Lansing v Michiganu, kde její otec vyučoval ekonomickou geografii na univerzitě. Mehretuová se od mládí zajímala o kresbu a malbu a po absolvování střední školy získala bakalářský titul v oboru umění na Kalamazoo College v Michiganu. Poté strávila rok v zahraničí na univerzitě Cheikh Anta Diop v Dakaru v Senegalu, kde ji ovlivnili místní řemeslníci. Do USA se vrátila na počátku devadesátých let s novým odhodláním pokračovat v umělecké kariéře.
V roce 1992 odjela do San Francisca, pracovala jako servírka a ve volném čase malovala. Získala plné stipendium na postgraduální studium malby a grafiky ve škole designu Rhode Island (RISD) v Providence.  Na radu svého učitele Michaela Younga kreslila stovky kreseb černým inkoustem, vytvářela jazyk abstraktních značek – rovné nebo zakřivené čáry, kruhy, kužely, oblouky, hvězdy, směrové šipky – a dávala je dohromady do skupin. V roce 1997 studium zakončila s titulem magistry umění (Master of Fine Arts). V letech 1998–1999 pracovala v rámci rezidenčního programu při Muzeu výtvarného umění v Houstonu. Na konci tisíciletí nastoupila v New Yorku na uměleckou rezidenturu v Harlemu. Zúčastnila se několika skupinových výstav a v roce 2001 měla první samostatnou výstavu v harlemské galerii Project. Získala si jméno svými abstraktními obrazy, na kterých prostřednictvím inovativní techniky vrstvení zachycovala atmosféru městské architektury. V roce 2005 se stala laureátkou prestižní MacArthurovy ceny udělované za mimořádnou originalitu a kreativitu v různých oborech činnosti. V roce 2007 pracovala šest měsíců v Berlíně na zakázce pro tamní pobočku Guggenheimovy nadace. Vytvořila cyklus obrazů s názvem Šedá zóna (Grey area, 2007–2009), který byl součástí výstavy v Guggenheimově muzeu v New Yorku v roce 2010. V roce 2015 dostala medaili za umění od amerického ministerstva zahraničí. 
Mehretuová žije a pracuje v New Yorku se svou partnerkou, australskou umělkyni Jessicou Rankinovou. V roce 2008, během pracovního pobytu v Berlíně, uzavřely manželství. Mají dvě děti: Cade (* 2005) a Haile (*2011).
Obrazy Julie Mehretuové jsou zastoupeny ve sbírkách muzeí v řadě amerických měst: ‎‎Minneapolis Institute of Art‎‎,‎‎ ‎‎Museum of Modern Art‎‎,‎‎ ‎‎Brooklyn Museum‎‎,‎‎ ‎‎Carnegie Museum of Art‎‎,‎‎ ‎‎Walker Art Center‎‎,‎‎ ‎‎Studio Museum in Harlem‎‎,‎‎ a ‎‎San Diego Museum of Art‎‎. ‎

## Tvorba
Během studií na Rhode Island School of Design Mehretuová na radu svého učitele Michaela Younga kreslila stovky kreseb černým inkoustem, vytvářela jazyk abstraktních značek – rovné nebo zakřivené čáry, kruhy, kužely, oblouky, hvězdy, směrové šipky – a dávala je dohromady do skupin. Vytvořila obrazy připomínající mapy a grafy, které naznačovaly určitý druh demografické analýzy. Dvě zajímavé kresby tužkou, obě nazvané Mapa směru migrace, datované do roku 1996, obsahují desítky buněk a kruhů překrytých šipkami ve všech směrech. Tam také začala zkoumat letecké pohledy a tyto oblasti prostřednictvím značek spojovala do útvarů, které se podobaly krajině. Tuto techniku později kombinovala s díly sestavenými z několika vrstev kresby a malby; například spojení expresivních, abstraktních značek s jemnou architektonickou kresbou. Využívala různé zdroje včetně včetně městských a architektonických obrázků, map, grafů, log, vlajek a fotografií, kterými zachycovala představu městského života z mnoha úhlů pohledu. V závěru 20. století v Houstonu začala dělat mnohem větší malby a používat architektonické kresby jako součást procesu vrstvení. Jakmile objevila počítač jako primární kreslicí nástroj, mohla vzít obrázky budov z internetu, měnit a přetvářet a kombinovat je digitálně a převádět výsledky do průhledných fólií, které promítala na plátna a kopírovala akrylovou barvou a inkoustem. Její houstonské obrazy byly šest stop vysoké a sedm stop široké.
Mehretuová vešla ve známost na počátku 21. století díky velkým, vícevrstvým abstraktním obrazům s tematikou architektonických schémat a panoramat města. Patří sem například Retopistika: odpadlické vykopávky ( Retopistics: A Renegade Excavation) z roku 2001 o rozměrech 2,59x5,49 m. Z odstupu vypadá dynamicky a rušně, jako město nebo vesmír, při pohledu zblízka se rozpadá do řady jednotlivých obrazů, příběhů a událostí. 
K dalšímu vývoji tvorby Julie Mehretuové došlo v roce 2006 během šestiměsíčního pobytu v Berlíně. Poté, co byla nespokojená s lazurou, kterou nanesla na jeden ze svých obrazů, začala selektivně mazat své dílo, aby odhalila vrstvy kresby a malby pod nimi.  Série šesti obrazů Šedá zóna (Grey Area 2007–09), z nichž jeden se nazývá Vanescere (zmizení), zkoumá městskou krajinu Berlína jako historické místo, kde se přežívají stopy války a v návštěvnících mohou evokovat myšlenky na ničení, ke kterému dochází v konfliktech probíhajících v současnosti. Společnost ve válce často nemyslí na trvalé následky svých činů a vidět vzpomínky uchované po desetiletích zotavení je dojemnou připomínkou.

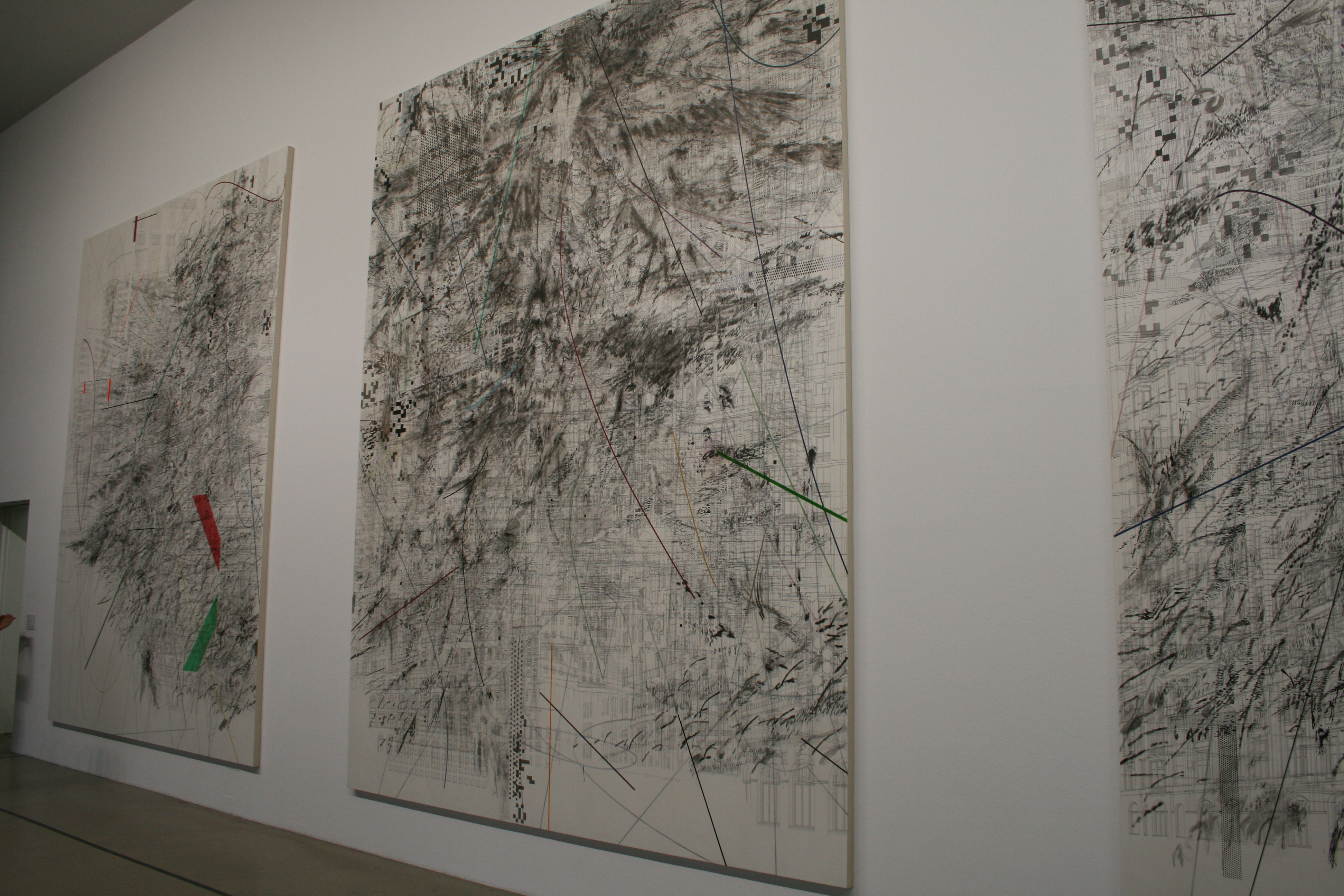
Julie Mehretu: Mogamma (výstava Documenta 13, Kassel, rok 2012)

Kolem roku 2011 se její dílo změnilo pod vlivem událostí Arabského jara. V Invisible Line Mehretuová představuje hustě vrstvenou perspektivu New Yorku, která kombinuje historické, současné a nezastavěné architektury a pěší i letecké pohledy na město. Spojením těchto budov a pohledových linií redukuje metropoli do šedého oparu, vytváří spojení mezi architekturou a ruinami a naznačuje rozostření historie a času a hlučení mas. Mehretuová horečně pracovala na tomto obrazu během osmnácti dnů egyptské revoluce v roce 2011, kterou sledovala na živém přenosu Al-Džazíry ve svém studiu. Obraz Mogamma (2012), skládající se ze čtyř částí, byl pojmenován podle vládní budovy na náměstí Tahrir v Káhiře, která se stala symbolem vládní byrokracie. Zachycuje i další veřejné budovy a náměstí spojené s veřejnými nepokoji a protesty, včetně Meskel z Addis Abeby nebo náměstí a newyorského parku Zuccotti. Pomocí počítače digitálně upravovala architektonické obrazy, které převáděla na plátno. To jí usnadnilo práci při přechodu na velké formáty. Spolupracovala s profesionálními grafickými studiemi po celé Americe, mezi nimi Highpoint Editions v Minneapolis, Crown Point Press v San Franciscu, ‎‎Gemini G.E.L.‎‎ v Los Angeles a Derrière L'Etoile Studios a Burnet Editions v New Yorku. ‎Cesta do Egypta inspirovala její obraz Káhira (2013), černobílou kresbu o rozměrech 10 x 24 stop. Obraz je prostý lidí, takže orientační body a městské scenérie zastupují společné akce jako místa minulých událostí i potenciálního budoucího odporu. Uprostřed díla je ztvárněno náměstí Tahrir, místo několika historických protestů, které během povstání v roce 2011 symbolizovaly demokracii.   Obrazy byly tmavší, rozechvělejší. Architekturu nechala zmizet, obrazy hustě pokrývaly krátké, volně kreslené čáry, vytvořené vodovým černým sumi inkoustem používaným ve východoasijské kaligrafii. V průlomovém cyklu Neviditelné slunce (Invisible Sun, 2014) se změkčené tahy štětcem, šmouhy, graffiti a skripty připomínající starověké jeskynní zářezy nebo hejna havranů spojují s typickým použitím vrstev, které přetékají přes okraj plátna.
Primárními zdroji abstrakcí Julie Mehretuové ve druhém desetiletí 21. století se staly události ze zpravodajských webů – katastrofické obrázky, nepokoje, lesní požáry nebo uprchlické tábory. Digitálně upravené zakalené, žhavě zbarvené plochy pokrývá černými čarami a šmouhami, stříkanci bílé nebo červené barvy a také vícebarevnými polotónovými tečkami, které tvoří most mezi obrazem a informací.
V jejích dílech jsou vrstvy akrylové barvy překříženy čarami vytvořenými značkami, tužkami a inkoustem. Její práce evokuje řadu analogií – od dynamiky italských futuristů a geometrické abstrakce až po abstraktní expresionisty. Ve své tvorbě často používá akryl, inkoustem, stříkací pistole, pauzovací papír. Její práce štětcem částečně připomíná čínskou kaligrafii.
Pracovní postupy Julie Mehretuové jsou extrémně pomalé. Není neobvyklé, že stráví rok malováním, i když její kresby často vznikají rychleji. (Ty v menším měřítku často vznikají mezi obrazy). Mnoho děl zasychá několik týdnů.
Mezi její hlavní veřejné zakázky patří nástěnná malba z roku 2009, vytvořená pro nové ústřední sídlo banky Goldman Sachs v Battery Parku v New Yorku a monumentální diptych ‎‎HOWL, eon (I, II)‎ pro atrium Muzea moderního umění v San Franciscu v roce 2017. Každé plátno má rozměry 27 x 32 stop a je považováno za jedno z největších současných uměleckých děl. Je politickým komentářem k historii západní oblasti Spojených států. Základ každého díla obsahuje digitálně abstrahované fotografie z nedávných rasových nepokojů, pouličních protestů a obrazů amerického Západu z devatenáctého století. ‎
Kromě své vášně pro kreslení a malbu se Mehretuová zajímá o hudbu. V roce 2010 namalovala dvanáctidílnou panelovou akvatintu s názvem Auguries, kterou reaguje na jednu část Wagnerovy opery Zlato Rýna uvedené v Metropolitní opeře v New Yorku. Ve stejném roce hudebník Jochen Neurath složil skladbu na oslavu dokončení nástěnné malby pro Goldman Sachs, později provedl další pro výstavu Grey Area. V roce 2017 umělkyně spolupracovala se skladatelem a klavíristou Jasonem Moranem na skladbě, která stejně jako její malba zkoumá složité geografické a historické souvislosti.

## Výstavy (výběr)
- 2021: Julie Mehretu, Whitney Museum of American Art, New York a Los Angeles County Museum of Art
- 2015: Julie Mehretu: Obrazy a práce na papíře, John Berggruen Gallery, San Francisco
- 2012: Mogamma (Obraz ve čtyřech částech), DOCUMENTA (13), Kassel
- 2010: Julie Mehretu: Grey Area. Solomon R. Guggenheim Museum, New York
- 2009: Julie Mehretu: Šedá zóna. Deutsche Guggenheim, Berlín, DE
- 2006: Africa Remix: Contemporary Art of a Continent. Hayward Gallery, Londýn
- 2004: Matrix. Berkeley Art Museum, Kalifornská univerzita v Berkeley
- 2003: Julie Mehretu: Kresba do malby. Walker Art Center, Minneapolis
- 2002: Drawing Now: Eight Propositions. Museum of Modern Art New York.
- 2002: Julie Mehretu: Renegade Delirium. White Cube, Londýn.
- 2000: Pět kontinentů a jedno město. Museo de la Cludad de México, Ciudad de México.